# Coppel
Coppel er en mexicansk stormagasinkæde. Den har hovedkvarter i Culiacán & Sinaloa og den blev etableret i 1941. De har 1.550 butikker og 500.000 ansatte.